# گیاگان ونزوئلا

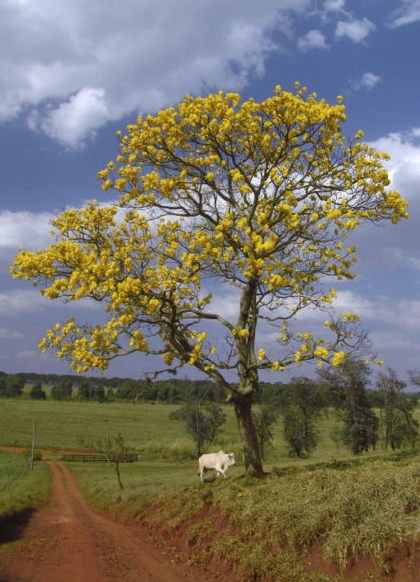
تابه‌بویا، درخت ملی ونزوئلا.

گیاگان ونزوئلا (انگلیسی: Flora of Venezuela) طیف وسیعی گیاهان منحصربه فرد را دربرگرفته است؛ از تعداد ۳۰٬۰۰۰ گونه گیاهی که تخمین زده شده‌است در ونزوئلا وجود دارد، حدود ۳۸ درصد از آنها بومی این کشور هستند. به‌طور کلی، حدود ۴۸ درصد از زمین‌های ونزوئلا از جنگل پوشانده شده‌است، که بیش از ۶۰ درصد آن را، جنگل‌های آمازون موجود در این کشور دربرگرفته است. این جنگل‌های بارانی به‌طور روزافزونی توسط بهره‌برداری از معادن و جنگل در معرض خطر قرار دارند.
دامنهٔ زیستگاه‌های ونزوئلا، از کوه‌های آند در غرب تا جنگل‌های بارانی حوضه آمازون در جنوب، از دشت پهناور یانوس و ساحل کارائیب در مرکز و دلتای اورینوکو در شرق می‌باشد.